# Xã Morgan, Quận Knox, Ohio
Xã Morgan (tiếng Anh: Morgan Township) là một xã thuộc quận Knox, tiểu bang Ohio, Hoa Kỳ. Năm 2010, dân số của xã này là 1.085 người.